# Kyselina propionová
Kyselina propionová (lat. acidum propionicum, též propanoicum nebo methylaceticum, systematický název propanová kyselina) je přirozeně se vyskytující karboxylová kyselina s chemickým vzorcem CH3CH2COOH. V čistém stavu jde o bezbarvou kapalinu s dráždivým zápachem. Anion CH3CH2COO− a příslušné soli a estery kyseliny propionové jsou známy jako propionáty (nebo propanoáty).

## Historie
Kyselinu propionovou poprvé popsal Johann Gottlieb (1815–1875)  v roce 1844, kdy ji objevil v degradačních produktech cukru. V dalších letech získávají jiní chemici tuto kyselinu různými dalšími cestami, aniž by si některý z nich uvědomil, že produkuje tuto látku. V roce 1847 prokázal francouzský chemik Jean-Baptiste Dumas, že všechny tyto kyseliny byly toutéž sloučeninou, kterou nazval kyselinou propionovou podle řeckých slov protos = „první“ a pion = „tuk“, protože to byla kyselina s nejmenší molekulou H(CH2)nCOOH, která vykazovala vlastnosti mastných kyselin, například tvorbu olejovité vrstvy při vysolování z vody, nebo že má mýdlovitou draselnou sůl.

## Vlastnosti
Kyselina propionová má fyzikální vlastnosti na pomezí mezi nižšími karboxylovými kyselinami, kyselinou mravenčí a octovou, a vyššími (mastnými kyselinami). Je mísitelná s vodou, ale lze ji odstranit z vody přidáním soli. Stejně jako kyselina octová či mravenčí sestává z vodíkově vázaných párů molekul, jak ve fázi kapalné, tak plynné.
Kyselina propionová vykazuje obecné vlastnosti karboxylových kyselin: může tvořit amidy, estery, anhydridy, a chloridové deriváty. Může podléhat alfa-halogenaci bromem za přítomnosti bromidu fosforitého jako katalyzátoru (HVZ reakce), kdy vzniká CH3CHBrCOOH.

## Výroba
Průmyslově se kyselina propionová vyrábí hydrokarboxylací ethylenu pomocí karbonylu niklu jakožto katalyzátoru:
H2C=CH2 + H2O + CO → CH3CH2CO2H
Jiným používaným způsobem je vzdušná oxidace propionaldehydu. Za přítomnosti kobaltu nebo manganu tato reakce probíhá rychle už při teplotách 40–50 °C:
2 CH3CH2CHO + O2 → 2 CH3CH2COOH.
Velká množství kyseliny propionové se získávala jako vedlejší produkt při výrobě kyseliny octové. Aktuálně je největším světovým výrobcem kyseliny propionové firma BASF s 80 tisíci tun ročně.
Biologicky vzniká kyselina propionová v podobě koenzymu A esteru, propionyl-CoA, metabolickým štěpením mastných kyselin obsahujících sudý počet uhlíkových atomů a také štěpením některých aminokyselin. Bakterie rodu Propionibacterium produkují kyselinu propionovou jako konečný produkt svého anaerobního metabolismu. Tato skupina bakterií se běžně vyskytuje v žaludku přežvýkavců a v potních žlázách člověka (bakterie Propionibacterium acnes), jejich aktivita je částečně odpovědná za pach potu a švýcarského sýra.

## Použití
Kyselina propionová v koncentraci 0,1 až 1 % (hmotnostně) inhibuje růst plísní a některých bakterií. Proto se většina této kyseliny spotřebuje jako konzervant potravin a krmiva. V krmivu se používá přímo nebo jako amonná sůl. Do krmiva pro skot se přidává antibiotikum Monensin, aby se v bachoru podpořily bakterie Propionibacterium oproti bakteriím octového kvašení. Tím vzniká méně oxidu uhličitého a krmivo se lépe využije. Takto vznikne zhruba polovina veškeré světové produkce kyseliny propionové. Jinou velkou oblastí použití je konzervace pečiva, kdy se používá sodná nebo vápenatá sůl.
Kyselina propionová a její soli (E280 až E283) u pokusných myší vedly k přibývání na váze ke vzniku inzulinové rezistence.
Kyselina propionová je užitečná také jako meziprodukt pro výrobu dalších chemikálií, zejména polymerů. Acetát-propionát celulózy je užitečný termoplast. Používá se také vinylpropionát. Ze specializovanějších aplikací lze zmínit výrobu pesticidů a léčiv. Estery kyseliny propionové mají ovocnou vůni a někdy se používají jako rozpouštědla nebo umělé příchutě.

## Metabolismus
Metabolismus kyseliny propionové začíná konverzí na propionylkoenzym A (propionyl-CoA), obvyklý první krok metabolismu karboxylových kyselin. Protože v molekule kyseliny propionové jsou tři atomy uhlíku, propionyl-CoA nemůže přímo vstoupit do beta-oxidace ani do Krebsova cyklu. U většiny obratlovců se propionyl-CoA karboxyluje na D-methylmalonyl-CoA, který je izomerem L-methylmalonyl-CoA. Enzym závislý na vitaminu B12 katalyzuje přesmyk L-methylmalonyl-CoA na sukcinyl-CoA, který je meziproduktem v citrátovém (Krebsově) cyklu a může do něj tedy snadno vstoupit.
Při propionové acidemii vystupuje kyselina propionová jako metabolický toxin v jaterních buňkách tím, že se akumuluje v mitochondriích jako propionyl-CoA nebo jeho derivát methylcitrát, dva inhibitory cyklu trikarboxylových kyselin. Propionát se metabolizuje oxidačně v gliích, což naznačuje astrocytovou zranitelnost při propionové acidemii, pokud se může akumulovat vnitromitochondriální propionyl-CoA. Propionová acidemie může měnit jak neuronální, tak gliální expresi genů ovlivněním acetylace histonů. U hlodavců kyselina proprionová způsobuje reverzibilní chování připomínající autismus, např. hyperaktivitu a dystonii.

### Výskyt u člověka
Lidská kůže je hostitelem druhu bakterií známého jako Propionibacterium acnes, nesoucího název podle schopnosti produkovat kyselinu propionovou. Tato bakterie žije hlavně v kožních mazových žlázách a je jednou z hlavních příčin vzniku akné.